# Gue Steward Callendar
Guy Stewart Callendar (únor 1898 – říjen 1964) byl anglický inženýr a vynálezce zabývající se plyny. Jeho hlavní přínos vědě byl rozvoj teorie, která propojuje rostoucí koncentrace oxidu uhličitého v atmosféře s nárůstem globální teploty. Tato teorie, kterou již dříve vytvořil Svante Arrhenius, byla nazvaná Callendarův efekt. Callendar se domníval, že toto oteplení by bylo přínosné, neboť oddálí "návrat smrtících ledovců".
Callendar rozšířil práce několika vědců 19. století, včetně Arrheniuse a Nilse Gustafa Ekholma. Callendar mezi lety 1938 a 1964 publikoval 10 hlavních vědeckých článků a 25 kratších o globálním oteplování, infračerveném záření a antropogenním oxidu uhličitém. Jiní, jako např. kanadský fyzik Gilbert Plass, navázali na Callendaryho práce v 50. a 60. letech 20. století.
V roce 1938 Callendar sestavil měření teplot od 19. století, které koreluje se starším měřením koncentrací atmosférického CO2. Došel k závěru, že v průběhu posledních padesáti letech došlo ke zvýšení globální teploty půdy a navrhl, že tento nárůst by mohl být vysvětlen jako následek zvýšení koncentrací oxidu uhličitého. Tyto odhady, jak bylo později prokázáno, byly pozoruhodně přesné, zejména proto, že byly provedeny bez pomoci počítače.  Callendar odhadl hodnotu citlivosti klimatu na 2 °C, které je na spodní hranici rozsahu dle Mezivládního panelu pro změnu klimatu (IPCC).
Callendar byl synem anglického fyzika Hugha Longbourne Callendara, který studoval termodynamiku.